# السجن وكعكة الشكولاتة
«السجن وكعكة الشكولاتة» هي مذكرة أولية من أصل مذكرتين لنايانتارا ساهجال، نشرهما «ألفريد أ.كنوبڤ» في نيويورك و«فيكتور جولانكز» في لندن أول مرة عام 1954، وتتضمن تجارب طفولتها مع عائلتها خلال حركة الاستقلال الهندية في الثلاثينيات والأربعينيات. كُتِبت خلال فصل الشتاء لعام 1952-1953 عندما كانت في الخامسة والعشرين من عمرها، وهي متزوجة ولديها طفلان صغيران.
يستند العنوان إلى حادثة وقعت في أوائل الثلاثينيات عندما شهدت ساهجال وهي في الثالثة من عمرها، وصول الشرطة لإلقاء القبض على والدها. في ذلك الوقت، جلست الأسرة في وقت الشاي لتناول كعكة الشوكولاتة، على غرار عادتهم في تناول الخبز والزبدة. يتمركز محور قصتها حول والدها العالم الكلاسيكي رانجيت سيتارام بانديت، ووالدتها، والسفيرة السابقة للأمم المتحدة فيجايا لاكشمي بانديت، وعمها جواهر لال نهرو، وهو أول رئيس وزراء للهند.أصبحت عقوبات السجن على العديد من أفراد الأسرة أكثر تكرارًا، وأصبحت ذكريات ساهجال عنها مزعجة بنحو متزايد، إذ كان من المتوقع أن تظل متماسكة ولا تظهر محنتها. في سن الثانية عشر (عام 1939)، حاولت فهم مفهوم اللّاعُنف في بداية الحرب العالمية الثانية، من طريق إرسال رسائل إلى والدها في السجن. في عام 1943، كانت ترسلها مع أختها إلى الولايات المتحدة لإكمال تعليمها. في أثناء وجودها هناك، توفي والدها في السجن في الهند. بعد الانتهاء من دراستها في ويليسلي، عادت إلى الهند عام 1947، بعد الاستقلال بوقت قصير. وقد انتهى الكتاب باغتيال المهاتما غاندي عام1948 .
استُخدم الكتاب مصدرًا لدراسة النساء في التاريخ، ويُقدم رؤى حول كيفية تأثير سياسات الثلاثينيات والأربعينيات في الهند على أطفال نهرو. تبعه فيلم «الوقت المناسب لتكون سعيدًا» (1958).

## الخلفية والعنوان
نايانتارا ساهجال هي عضو متعلم، وسافرت على نطاق واسع من النخبة الهندية في الأربعينيات، وهي ابنة العالم الكلاسيكي رانجيت سيتارام بانديت، والسفير السابق لدى الأمم المتحدة فيجايا لاكشمي بانديت، وابنة أخت أول رئيس وزراء للهند جواهر لال نهرو، وابنة عم رئيس وزراء الهند الثالث أنديرا غاندي.
جاء عنوان «السجن وكعكة الشوكولاتة» من حادثة وقعت في أوائل الثلاثينيات، وقد وصفتها ساهجال بأنها أقدم ذكرى سياسية لها. ذات يوم، في أثناء تناول الشاي، عندما كانت في الثالثة من عمرها، كانوا يتناولون كعكة الشكولاتة على غرار عادتهم في تناول الخبز والزبدة. عندما سألت أختها الكبرى (ليخا) والدتها عن سبب وصول الشرطة إلى منزلهم في أثناء تناول الشاي، «وضّحت والدتهم أنهم جاؤوا ليأخذوا بابو (والدهم) إلى السجن، لكن لا داعي للقلق، لأنه أراد أن يذهب. لذلك قبلناه وداعًا وشاهدناه يغادر، وتحدثنا بمرح مع الشرطي»، ووصفت الحادث بأنه «بعيد عن كونه مزعجًا».
تروي في الكتاب: «أكلنا كعكة الشوكولاتة، وفي عقولنا الطفولية، أصبح السجن بطريقة غامضة، مرتبطًا بكعكة الشوكولاتة». الكتاب هو أول سيرة ذاتية لساهجال، وهو أحد أوائل أعمالها الاثنين، المستندة إلى ذكريات طفولتها، التي تغطي الأعوام من 1943 إلى1948 . وقد كُتب خلال الشتاء لعام 1952-1953، عندما كانت في الخامسة والعشرين من عمرها، وهي متزوجة ولديها طفلان صغيران. 

## النشر والمحتوى
نشر «ألفريد أ.كنوبڤ» في نيويورك «السجن وكعكة الشكولاتة» أول مره عام1954 ، وفي «فيكتور جولانكز المحدودة» (دار نشر)، في لندن. يحتوي كلا الإصدارين على أكثر من 200 صفحة تبدأ بتكريس والدي ساهجال. توجد مقدمة وصفحة محتويات وقائمة بالرسوم التوضيحية الثمانية في الكتاب وفهرس. تحتوي طبعة «ألفريد أ. كنوبڤ» على فهرس إضافي وقسم حول من هو في الكتاب. يتكون الكتاب من 20 فصلًا، وتتخللها بانتظام هوامش مع تفسيرات، وبعضها يستشهد بالمراجع. تُرجم إلى اللغتين الهندية والفرنسية عام 1957 . 
يتضمن الكتاب مذكرات ساهجال، وحسابات لأختيها غيتا وشندراليخا، وحكايات عائلتها خلال حركة الاستقلال الهندية. تصف كيف كان الأمر عندما نشأت مع والديها اللذان يركزان على فلسفة غاندي للعصيان المدني غير العنيف في أثناء نضال الهند من أجل الحرية في أربعينيات القرن الماضي. وبكلماتها، «كان نمونا هو نشأة الهند في مرحلة النضج السياسي للهند؛ نوع مختلف من النضج السياسي عن أي نوع شهده العالم من قبل، بناءً على مذهب مستوحى من التضحية بالنفس والرحمة والسلام».  تتضمن ذكريات طفولتها أجيالًا عدة من عائلة نهرو، ولقاءات مع غاندي، الذي كان يزور منزل عائلة ساهجال أحيانًا، والسياسيين الذين كانوا يزورونهم. 

## مُلخّص
بدأت ساهجال القصة عام 1943، في منتصف الحرب العالمية الثانية عندما كانت في سن المراهقة، وهي في طريقها إلى الولايات المتحدة لإكمال تعليمها. حينها كان والداها والعديد من أفراد عائلتها في السجن، بسبب معارضتهم للحكم البريطاني. تشك في شجاعة والديها لإرسالها هي وأختها إلى الخارج في مثل هذا الوقت. على متن السفينة، تسمع تجارب اللاجئين البولنديين من روسيا، والجنود الأمريكيين العائدين من حرب المحيط الهادئ، وقد تفاجأ أحدهم بأنها يمكن أن تكون هندية، لأنها تتحدث الإنجليزية مثله. وصفت لقاءات عدة على متن السفينة لاحقًا في الولايات المتحدة، الناس مهتمين لمعرفة الهند منها.
تقول ساهجال بنفسها إنها تكتب بالترتيب الذي تتذكر فيه الأحداث، وليس بالترتيب الزمني للأحداث. ثم يتتبع الحساب الحياة السياسية في سواراج بهافان، وقصرعائلتهم في إلهاباد، والروتين اليومي في أناند بهافان (دار السعادة) في أحداث الثلاثينيات، وكيف غيرت حياة عائلة نهرو. وتتضمن مذكراتها عددًا من السياسيين، ومنهم السيّد ستافورد كريبس ومولانا آزاد وساروجيني نايدو. يشمل لقاءها الأول مع غاندي، استبعاد أختها الكبرى من المدرسة الداخلية، والحفلات في المنزل، والحياة في مدرسة وودستوك، وعمها نهرو، الذي تُسمّيه مامو. كان والديها ونهرو شخصيات أساسية في قصتها، وسُجِنوا عدة مرات. ووضحت أن الأمر كان طوعيًا، وفي مناسبات تهنئتهم، كان أقاربهم وأصدقائهم يثنون عليهم أو يشجعونهم على طريقتهم. عندما كانت ساهجال طفلة صغيرة، أرادت أن تكون كبيرة بما يكفي للذهاب إلى السجن أيضًا، كان من المتوقع أن تكون فخورة، وأن لا تظهر حزنها، ولكن لديها تحكم كامل في النفس، كتبت أيضًا «كان البكاء في الخفاء». تشمل الذكريات وقت الفراغ الذي تقضيه مع الخدم واحدًا من هاري، الذي يودِّعها مشجعًا عندما يُلقى القبض عليه هو أيضًا، ويُرسل إلى السجن. الزيارات اللاحقة للسجن لرؤية والديها كانت غير سارة وبعد إعلان حركة إنهاء الهند، يصبح الاتصال من طريق الرسائل، وشخصيًا معدوم تقريبًا.
كانت ساهجال تبلغ من العمر اثنا عشر عامًا عندما اندلعت الحرب عام1939 . تناقشت مع والدها من طريق سلسلة من الرسائل، ثم في السجن، العديد من الموضوعات السياسية، ومنها: هل كان ينبغي على الهند مساعدة بريطانيا؟ والعصيان غير العنيف، والشيوعية.